# Olesicampe signata
Olesicampe signata là một loài tò vò trong họ Ichneumonidae.